# Adolf Thiel

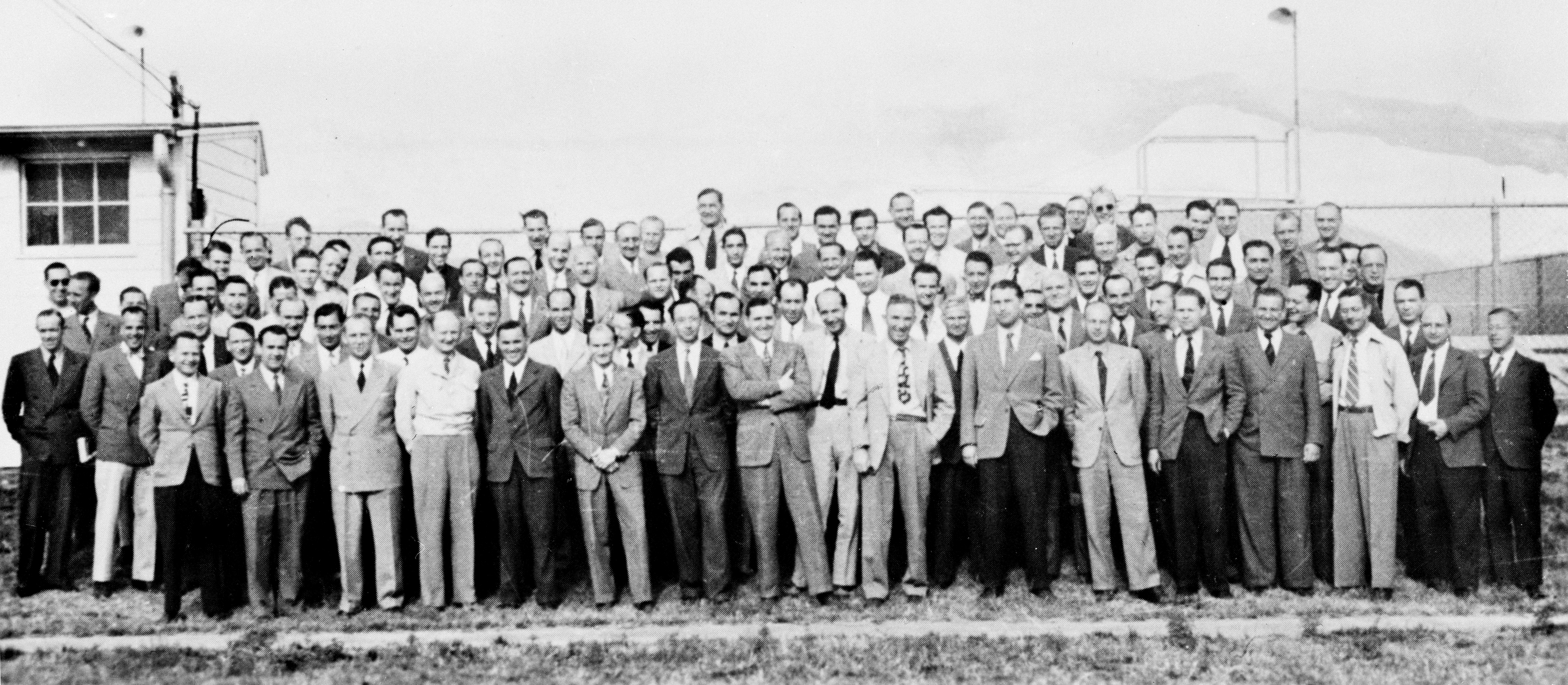
Project Operation Paperclips personal i Fort Bliss, med Adolf Thiel i den bakersta raden

Adolf Thiel, född 15 februari 1915 i Österrike, död 2 juni 2001 i Los Angeles i Kalifornien i USA, var en  österrikisk-tysk-amerikansk ingenjör och raketexpert. 
Adolf Thiel var före andra världskriget lärare i ingenjörsteknik på Tekniska högskolan i Darmstadt i Tyskland. Under kriget deltog han i Wernher von Brauns utvecklingsprojekt projekt Wasserfall på den tyska arméns raketutvecklingscentrum i Peenemünde, där han medverkade i utvecklingen av V-2-raketen. Efter kriget enrollerades han av den amerikanska armén i dess Operation Paperclip under Werner von Braun i Fort Bliss i Texas. Han arbetade för den amerikanska armén i nio år, bland annat i White Sands Missile Range i New Mexico och i Huntsville i Alabama. Framför allt hade han överinseende över konstruktionen av rakettypen Redstone och andra kort- och medeldistansmissilsystem. 
Han övergick 1955 till Space Technology Laboratories, som senare blev TRW Inc (Thompson Ramo Wooldridge). Under senare delen av 1950-talet var han projektansvarig för lyftraketen Thor, som var första steget för uppskjutningen av rymdskepp i Explorerprogrammet. Han var chef för TRW:s rymdprojekt vid utvecklingen av Explorer 6 och Pioneer 5, tvår av de tidigaste amerikanska rymdskepp som utforskade rymden i solens planetsystem. Under 1970-talet hade han ansvar över hela TRW:s rymdverksamhet. 
Efter pensioneringen 1980 var Thiel konsult till TRW och till NASA.
Han var gift med Frances Thiel och hade en son.